# Malleola lyonii
Malleola lyonii är en orkidéart som beskrevs av Oakes Ames. Malleola lyonii ingår i släktet Malleola och familjen orkidéer. Inga underarter finns listade i Catalogue of Life.